# 1995 في الولايات المتحدة
فيما يلي قوائم الأحداث التي وقعت خلال عام 1995 في الولايات المتحدة.

## أحداث
- 21 أغسطس – خطوط أتلانتيك ساوث إيست الجوية الرحلة 529
- 19 أبريل – تفجير مدينة أوكلاهوما

## سياسة

### تعيين في المنصب
- 1 يناير – جاري ميلر عضو جمعية ولاية كاليفورنيا.
- 1 يناير – جورج باتاكي حاكم نيويورك [الإنجليزية]‏.
- 1 يناير – راي لحود عضو مجلس النواب الأمريكي.
- 1 يناير – غاري جونسون حاكم نيومكسيكو [الإنجليزية]‏.
- 1 يناير – لورانس سامرز نائب وزير الخزانة الأمريكي [الإنجليزية]‏.
- 1 يناير – مايك روندز Majority leader [الإنجليزية]‏.
- 2 يناير – جان دي هال وزير خارجية أريزونا [الإنجليزية]‏.
- 3 يناير – بوب بار عضو مجلس النواب الأمريكي.
- 3 يناير – جون آشكروفت عضو مجلس الشيوخ الأمريكي.
- 3 يناير – ريك سانتورم عضو مجلس الشيوخ الأمريكي.
- 3 يناير – سبنسر ابراهام عضو مجلس الشيوخ الأمريكي.
- 3 يناير – سوني بونو عضو مجلس النواب الأمريكي.
- 3 يناير – ليندسي غراهام عضو مجلس النواب الأمريكي.
- 3 يناير – مارك سانفورد عضو مجلس النواب الأمريكي.
- 3 يناير – مارك ساودر عضو مجلس النواب الأمريكي.
- 4 يناير – جودي ريل نائب حاكم دولة كونيتيكت.
- 4 يناير – نيوت جينجريتش الناطق باسم مجلس النواب الأمريكي.
- 5 يناير – جيم دوغلاس Vermont State Treasurer [الإنجليزية]‏.
- 9 يناير – كاثلين سيبيليوس Kansas Insurance Commissioner [الإنجليزية]‏.
- 11 يناير – روبرت روبين وزير الخزانة الأمريكي.
- 17 يناير – توم ريدج حاكم ولاية بنسلفانيا [الإنجليزية]‏.
- 17 يناير – جورج دبليو بوش حاكم ولاية تكساس.
- 18 يناير – كاثلين كينيدي تاونسند نائب حاكم ماريلاند [الإنجليزية]‏.
- 30 مارس – دان جليكمان وزير الزراعة في الولايات المتحدة.
- 10 مايو – جون دويتش مدير الاستخبارات المركزية.

### انتهاء فترة المنصب
- 1 يناير – جيمس ه مالوني عضو مجلس ولاية كونيتيكت.
- 2 يناير – سيسل أندروس Governor of Idaho  [لغات أخرى]‏.
- 3 يناير – توم ريدج عضو مجلس النواب الأمريكي.
- 3 يناير – جورج ميتشل عضو مجلس الشيوخ الأمريكي.
- 3 يناير – دان جليكمان عضو مجلس النواب الأمريكي.
- 3 يناير – ريك سانتورم عضو مجلس النواب الأمريكي.
- 3 يناير – ماريا كانتويل عضو مجلس النواب الأمريكي.
- 9 يناير – جوان فيني حاكم كانساس [الإنجليزية]‏.
- 17 يناير – آن ريتشاردز حاكم ولاية تكساس.
- 17 يناير – رون كيرك وزير خارجية تكساس [الإنجليزية]‏.
- 10 أكتوبر – نورمان مينيتا عضو مجلس النواب الأمريكي.
- 12 ديسمبر – توم كامبل عضو مجلس ولاية كاليفورنيا.

## رياضة
- 1 يناير – أمريكا المفتوحة 1995

## ظهور
- 1 يناير – إن سينك
- 1 يناير – إڤانيسنس فرقة موسيقية أمريكية.
- 1 يناير – برايت آيز
- 1 يناير – بوست-غرنج
- 1 يناير – جاغد ايدج
- 1 يناير – جودسماك
- 1 يناير – ديث ميتال
- 1 يناير – ذا بلاك آيد بيز
- 1 يناير – فاست كومباني
- 1 يناير – فرابوتشينو
- 1 يناير – نيو ميتال
- 1 مايو – مكسيم

## أفلام
من الأفلام التي صدرت هذه السنة في الولايات المتحدة:
- 1 يناير – أفروديت القوية من إخراج وودي آلن.
- 1 يناير – أول فارس من إخراج جيري زاكر.
- 1 يناير – الاستعادة من إخراج مايكل هوفمان.
- 1 يناير – الرائد باين من إخراج نيك كاسل.
- 1 يناير – الرجل الميت من إخراج جيم جارموش.
- 1 يناير – السريع والميت من إخراج سام رايمي.
- 1 يناير – الشبكة من إخراج إروين وينكلر.
- 1 يناير – العزلة من إخراج بريت ليونارد.
- 1 يناير – العقل والعاطفة من إخراج أنغ لي.
- 1 يناير – الغبي والأغبى من إخراج بوبي فارلي، بيتر فاريلي.
- 1 يناير – القتلة من إخراج ريشارد دونر.
- 1 يناير – المشتبه بهم المعتادون من إخراج براين سينجر.
- 1 يناير – امرأة صغيرة من إخراج جيليان آرمسترونغ.
- 1 يناير – إد وود من إخراج تيم برتون.
- 1 يناير – إطلاق سراح ويلي 2 من إخراج دوايت إتش ليتل.
- 1 يناير – بيبي من إخراج كريس نونان.
- 1 يناير – بيكون كندي من إخراج مايكل مور.
- 1 يناير – حرارة من إخراج مايكل مان.
- 1 يناير – رامبيلستيلتسكين من إخراج مارك جونز.
- 1 يناير – سبعة من إخراج ديفيد فينشر.
- 1 يناير – سولجر بويز من إخراج Louis Morneau [الإنجليزية]‏.
- 1 يناير – عقول خطرة من إخراج جاريد ليتو.
- 1 يناير – عيش في النسيان من إخراج توم ديسيليو.
- 1 يناير – في فم الجنون من إخراج جون كاربنتر.
- 1 يناير – قبضة نجم الشمال من إخراج Tony Randel [الإنجليزية]‏.
- 1 يناير – قبلة الموت من إخراج باربيت شرودر.
- 1 يناير – قراصنة من إخراج Iain Softley [الإنجليزية]‏.
- 1 يناير – كازينو من إخراج مارتن سكورسيزي.
- 1 يناير – كسوف كلي من إخراج آقنييسكا هولاند.
- 1 يناير – ليون: المحترف من إخراج لوك بيسون.
- 1 يناير – مذكرات كرة السلة من إخراج سكوت كليفرت [الإنجليزية]‏.
- 1 يناير – ملابس جاهزة من إخراج روبرت ألتمان.
- 1 يناير – موني ترين من إخراج جوزيف روبن.
- 27 يناير – قبل الشروق من إخراج ريتشارد لينكليتر.
- 7 أبريل – فتيان أشقياء من إخراج مايكل بي.
- 19 مايو – موت قاسي مع انتقام من إخراج جون مكتيرنان.
- 24 مايو – قلب شجاع من إخراج ميل غيبسون.
- 26 مايو – كاسبر من إخراج براد سيلبرلنج.
- 16 يونيو – باتمان للأبد من إخراج جويل شوماخر.
- 30 يونيو – أبولو 13 من إخراج رون هاوارد.
- 30 يونيو – القاضي دريد من إخراج داني كانون.
- 1 يوليو – الخطة 9 من الفضاء الخارجي من إخراج إد وود.
- 28 يوليو – عالم الماء من إخراج كيفن رينولدز.
- 18 أغسطس – مورتال كومبات من إخراج بول أندرسون.
- 25 أغسطس – خارج عن القانون من إخراج روبرت رودريغيز.
- 10 سبتمبر – الخلاص من شاوشانك من إخراج فرانك دارابونت.
- 14 سبتمبر – كويز شو من إخراج روبرت ريدفورد.
- 16 سبتمبر – رصاص في برودواي من إخراج وودي آلن.
- 28 أكتوبر – ستارغيت من إخراج رولان إيميريش.
- 7 نوفمبر – مغادرة لاس فيغاس من إخراج مايك فيغيز.
- 10 نوفمبر – ايس فنتورا: عندما تنادي الطبيعة من إخراج ستيف أويديكيرك.
- 17 نوفمبر – العين الذهبية من إخراج مارتن كامبل.
- 15 ديسمبر – جومانجي من إخراج جو جونستون.
- 21 ديسمبر – ولد ريتش من إخراج دونالد بيتري (ممثل).
- 23 ديسمبر – أساطير الخريف من إخراج إدورد زويك.
- 23 ديسمبر – قتال الشوارع من إخراج ستيفن إي. دي سوزا.
- 27 ديسمبر – 12 قردا من إخراج تيري غيليام.
- 29 ديسمبر – الميت الذي يمشي من إخراج تيم روبنز.

## برامج ومسلسلات وأنمي
- أبناء توم وجيري
- تايني تون

## موسيقى

### ألبومات
من الألبومات التي صدرت هذه السنة في الولايات المتحدة:
- 21 نوفمبر – جنة العصابات من غناء كوليو.

## كتب
من الكتب التي صدرت هذه السنة في الولايات المتحدة:
- 1 يناير – أكاذيب أخبرني بها معلمي من تأليف جيمس لوين.
- 1 يناير – ادعني فرانسيس تاكيت من تأليف غاري بولسين.
- 1 يناير – خمسة أيام في باريس من تأليف دانيال ستيل.
- 18 يوليو – أحلام من أبي من تأليف باراك أوباما.

## مواليد

### يناير
- 9 يناير – نيكولا بيلتز ممثلة أمريكية.
- 11 يناير – كلير جوليان ممثلة أمريكية.
- 18 يناير – فريدة عثمان سباحة مصرية.
- 30 يناير – دانييل كامبل ممثلة أمريكية.

### فبراير
- 2 فبراير – ميلو تريمبل لاعب كرة سلة من الولايات المتحدة الأمريكية.
- 5 فبراير – كريس ماكولا لاعب كرة سلة أمريكي.
- 10 فبراير – بوبي بورتيس لاعب كرة سلة أمريكي.
- 17 فبراير – ماديسون كيز لاعبة كرة مضرب أمريكية.
- 18 فبراير – سامانثا كراوفورد لاعبة كرة مضرب أمريكية.
- 28 فبراير – كوين شيبارد ممثلة أمريكية.

### مارس
- 1 مارس – يان أبازا لاعبة كرة مضرب أمريكية.
- 5 مارس – حكيم كرم
- 5 مارس – سيرا راميريز
- 5 مارس – كيندال بايسدن عداءة سرعة من الولايات المتحدة الأمريكية.
- 7 مارس – هيلي كلاوسون عارضة من الولايات المتحدة الأمريكية.
- 8 مارس – أيزيا وايتهيد لاعب كرة سلة أمريكي.
- 10 مارس – زاك لافين لاعب كرة سلة أمريكي.
- 10 مارس – غريس فيكتوريا كوكس
- 11 مارس – بيكا هنكل
- 13 مارس – زيلا داي
- 15 مارس – جاباري باركر لاعب كرة سلة أمريكي.
- 17 مارس – كلاريسا شيلدز ملاكمة من الولايات المتحدة الأمريكية.
- 19 مارس – فيليب دانيال بولدن ممثل أمريكي.
- 19 مارس – كينان كهيل
- 21 مارس – آر جاي سايلر ممثل أمريكي.
- 22 مارس – نيك روبينسون ممثل أمريكي.
- 25 مارس – أريا أليكساندر
- 29 مارس – كاي فيلدر لاعب كرة سلة من الولايات المتحدة الأمريكية.

### أبريل
- 1 أبريل – لوجان بول
- 12 أبريل – جنيفر برادي لاعبة كرة مضرب أمريكية.
- 23 أبريل – جيجي حديد نوره محمد حديد.
- 24 أبريل – جيمس بلاكمون جونيور لاعب كرة سلة أمريكي.
- 28 أبريل – ميلاني مارتنيز

### مايو
- 10 مايو – ميسي فرانكلين سبّاحة من الولايات المتحدة الأمريكية.
- 11 مايو – ساتشيا فيكري لاعبة كرة مضرب أمريكية.
- 12 مايو – كينتون ديوتي ممثل أمريكي.
- 12 مايو – لوقا بينوارد ممثل أمريكي.
- 24 مايو – كيارا

### يونيو
- 2 يونيو – سترلينغ بومن ممثل أمريكي.
- 5 يونيو – بايبر بيري
- 6 يونيو – جوليان غرين
- 9 يونيو – إيثان هورفاث لاعب كرة قدم أمريكي.
- 27 يونيو – مونت موريس لاعب كرة سلة من الولايات المتحدة الأمريكية.
- 30 يونيو – آلي كيك لاعبة كرة مضرب أمريكية.
- 30 يونيو – داميان جونز لاعب كرة سلة من الولايات المتحدة الأمريكية.

### يوليو
- 1 يوليو – سافي شيلدز عارضة من الولايات المتحدة الأمريكية.
- 2 يوليو – راين مورفي سباح أمريكي.
- 4 يوليو – بوست مالون مغني من الولايات المتحدة الأمريكية.
- 12 يوليو – جوردان ويبر لاعبة جمباز فني من الولايات المتحدة الأمريكية.
- 24 يوليو – كيلين أكوستا لاعب كرة قدم من الولايات المتحدة الأمريكية.

### أغسطس
- 1 أغسطس – أوليفيا كروسيتشيا ممثلة أمريكية.
- 1 أغسطس – جون دي ليو ممثل أمريكي.
- 3 أغسطس – كندريك نان لاعب كرة سلة أمريكي.
- 8 أغسطس – دانيال هاملتون لاعب كرة سلة من الولايات المتحدة الأمريكية.
- 16 أغسطس – جيمس يونغ لاعب كرة سلة أمريكي.
- 20 أغسطس – ليانا ليبيراتو
- 24 أغسطس – فونليه نواه لاعب كرة سلة أمريكي.
- 26 أغسطس – غرايسي دزيني ممثلة أمريكية.

### سبتمبر
- 16 سبتمبر – آرون غوردون لاعب كرة سلة أمريكي.
- 17 سبتمبر – كاثرين آيب
- 20 سبتمبر – سامي هانراتي
- 22 سبتمبر – دكاري جونسون لاعب كرة سلة أمريكي.
- 28 سبتمبر – كريستيان وود لاعب كرة سلة أمريكي.
- 29 سبتمبر – جولين بايكر

### أكتوبر
- 1 أكتوبر – إريكسون لوبين
- 6 أكتوبر – جينكس مايز ممثلة اباحية.
- 24 أكتوبر – أشتون ساندرز ممثل أمريكي.
- 25 أكتوبر – باتريك مكاو لاعب كرة سلة من الولايات المتحدة الأمريكية.
- 25 أكتوبر – غاريت باكستروم ممثل أمريكي.

### نوفمبر
- 3 نوفمبر – كيندال جينر عارضة أزياء وشخصية أمريكية.
- 7 نوفمبر – بيثاني موتا
- 15 نوفمبر – كارل أنتوني تاونز
- 16 نوفمبر – كليف ألكسندر لاعب كرة سلة أمريكي.
- 16 نوفمبر – نواه غراي-كيبي
- 19 نوفمبر – أبيلا دينجر ممثلة إباحية أمريكية.
- 22 نوفمبر – كاثرين ماكنمارا
- 29 نوفمبر – لورا مارانو ممثلة أمريكية.
- 30 نوفمبر – فيكتوريا دوفال لاعبة كرة مضرب أمريكية.

### ديسمبر
- 6 ديسمبر – ستيفاني سكوت
- 7 ديسمبر – كولين ألتاميرانو لاعب كرة مضرب أمريكي.
- 9 ديسمبر – كيلي أوبري جونيور لاعب كرة سلة من الولايات المتحدة الأمريكية.
- 9 ديسمبر – مكايلا ماروني
- 15 ديسمبر – جليل أوكافور لاعب كرة سلة أمريكي.
- 22 ديسمبر – هنتر ألان ممثل أمريكي.
- 27 ديسمبر – تيموثي شالاماي ممثل أمريكي.
- 29 ديسمبر – روس لينش
- 31 ديسمبر – غابريلا دوغلاس

## وفيات

### يناير
- 2 يناير – نانسي كيلي (مواليد 1921)
- 3 يناير – روبلي كوك وليامز (مواليد 1908)
- 7 يناير – موراي روثبورد (مواليد 1926)
- 21 يناير – أليكس جروزا (مواليد 1926)
- 22 يناير – روز كينيدي (مواليد 1890)
- 31 يناير – جورج أبوت (مواليد 1887)

### فبراير
- 4 فبراير – باتريشا هايسميث (مواليد 1921)
- 9 فبراير – جيمس ويليام فولبرايت (مواليد 1905) سياسي أمريكي.
- 14 فبراير – مايكل في غازو (مواليد 1923)
- 16 فبراير – ميلدريد استير ماتياس (مواليد 1906) عالمة نبات أمريكية.
- 19 فبراير – جون هوارد (مواليد 1913) ممثل أمريكي.
- 22 فبراير – إد فلاندرز (مواليد 1934) ممثل أمريكي.
- 23 فبراير – دون هيك (مواليد 1929) فنان قصص مصورة أمريكي.

### مارس
- 14 مارس – وليام فاولر (مواليد 1911)
- 15 مارس – فلورانس تشادويك (مواليد 1918) سباحة أمريكية.
- 20 مارس – بيغ جون ستود (مواليد 1948)
- 20 مارس – سدني كنجزلي (مواليد 1906) كاتب أمريكي.
- 26 مارس – إيزي إي (مواليد 1963)
- 27 مارس – بول برينغار (مواليد 1917) ممثل أمريكي.
- 31 مارس – سيلينا (مواليد 1971)

### أبريل
- 4 أبريل – جو سينكلير (مواليد 1913) كاتب أمريكي.
- 11 أبريل – توماس كيث غلانن (مواليد 1905)
- 14 أبريل – بورل آيفز (مواليد 1909)
- 19 أبريل – بريستون بلير (مواليد 1908)
- 20 أبريل – إلسا بنهام (مواليد 1908) ممثلة أمريكية.
- 22 أبريل – توني جاروس (مواليد 1920) لاعب كرة سلة أمريكي.
- 22 أبريل – ماغي كوهن (مواليد 1905)
- 24 أبريل – لو أمبيرز (مواليد 1913) ملاكم من الولايات المتحدة الأمريكية.
- 25 أبريل – جنجر روجرز (مواليد 1911)
- 26 أبريل – جوزيف فورد (مواليد 1927) فيزيائي أمريكي.
- 28 أبريل – والتر ديفلين (مواليد 1931) لاعب كرة سلة أمريكي.

### مايو
- 1 مايو – جورج ماكينون (مواليد 1906) سياسي أمريكي.
- 2 مايو – ادوين بلوم (مواليد 1906) كاتب سيناريو من الولايات المتحدة الأمريكية.
- 2 مايو – دون بروكيت (مواليد 1930) ممثل أمريكي.
- 11 مايو – إيفلين لينكولن (مواليد 1909)
- 14 مايو – كريستيان أنفينسن (مواليد 1916)
- 18 مايو – اليشا كوك الابن (مواليد 1903) ممثل أمريكي.
- 18 مايو – إليزابيث مونتجومري (مواليد 1933)
- 26 مايو – فريز فريلينغ (مواليد 1906)
- 27 مايو – سيفرن داردن (مواليد 1929) ممثل أمريكي.
- 29 مايو – مارغريت سميث (مواليد 1897) سياسية من الولايات المتحدة الأمريكية.
- 30 مايو – وليام ماكفاي (مواليد 1905) نحات أمريكي.

### يونيو
- 12 يونيو – بيير راسل (مواليد 1949) لاعب كرة سلة من الولايات المتحدة الأمريكية.
- 15 يونيو – جون أتاناسوف (مواليد 1903)
- 20 يونيو – جوليان بلاوشتاين (مواليد 1913) منتج أفلام أمريكي.
- 23 يونيو – جوناس سولك (مواليد 1914)
- 25 يونيو – وارين إيرل برغر (مواليد 1907)
- 29 يونيو – لانا تيرنر (مواليد 1921) ممثلة أمريكية.

### يوليو
- 1 يوليو – جورج ويل (مواليد 1907) فيزيائي أمريكي.
- 3 يوليو – بانشو جونزاليس (مواليد 1928) لاعب كرة مضرب أمريكي.
- 4 يوليو – بوب روس (مواليد 1942)
- 10 يوليو – أغسطس بلمونت الرابع (مواليد 1908)
- 17 يوليو – هاري غواردينو (مواليد 1925) ممثل أمريكي.

### أغسطس
- 10 يوليو – أغسطس بلمونت الرابع (مواليد 1908)
- 11 أغسطس – ألونزو تشرتش (مواليد 1903) رياضياتي أمريكي.
- 11 أغسطس – فيل هاريس (مواليد 1904)
- 13 أغسطس – ميكي مانتل (مواليد 1931) لاعب كرة قاعدة من الولايات المتحدة الأمريكية.
- 16 أغسطس – هوي شانون (مواليد 1923) لاعب كرة سلة أمريكي.
- 18 أغسطس – ديك هوجان (مواليد 1917) ممثل أمريكي.
- 24 أغسطس – غاري كروسبي (مواليد 1933)
- 28 أغسطس – توماس جاردنر فورد (مواليد 1918) سياسي أمريكي.
- 29 أغسطس – سلمى بيرك (مواليد 1900) فنانة أمريكية.

### سبتمبر
- 6 سبتمبر – باستر ماتيس (مواليد 1943) ملاكم من الولايات المتحدة الأمريكية.
- 13 سبتمبر – فرانك سيلفا (مواليد 1950) ممثل أمريكي.

### أكتوبر
- 10 أكتوبر – روبرت فينش (مواليد 1925)
- 14 أكتوبر – هال هويل روبرت (مواليد 1921)
- 17 أكتوبر – مايك بريتين (مواليد 1963) لاعب كرة سلة أمريكي.
- 18 أكتوبر – أدلبرت والدرون (مواليد 1933)
- 24 أكتوبر – راؤول جوليا (مواليد 1940) ممثل بورتوريكي.
- 25 أكتوبر – بوبي ريغز (مواليد 1918) لاعب كرة مضرب أمريكي.
- 29 أكتوبر – جان هيذر (مواليد 1921)

### نوفمبر
- 4 نوفمبر – إدي إيغان (مواليد 1930)
- 5 نوفمبر – جين إنجلوند (مواليد 1917) لاعب كرة سلة أمريكي.
- 7 نوفمبر – آن دونهام (مواليد 1942) عالمة بعلوم الإنسان من الولايات المتحدة الأمريكية.
- 7 نوفمبر – جون باتريك (مواليد 1905)
- 19 نوفمبر – دون أنيلاك (مواليد 1930) لاعب كرة سلة أمريكي.
- 20 نوفمبر – لوتس مارتن (مواليد 1939) ملاكم من الولايات المتحدة الأمريكية.

### ديسمبر
- 5 ديسمبر – كلير باترسون (مواليد 1922)
- 9 ديسمبر – كاثرين واي (مواليد 1902) فيزيائية أمريكية.
- 16 ديسمبر – جوني موس (مواليد 1907) لاعب بوكر من الولايات المتحدة الأمريكية.
- 20 ديسمبر – كين كيز (مواليد 1921)
- 25 ديسمبر – دين مارتن (مواليد 1917)
- 29 ديسمبر – ليتا غراي (مواليد 1908) ممثلة أمريكية.